# Jünkerath

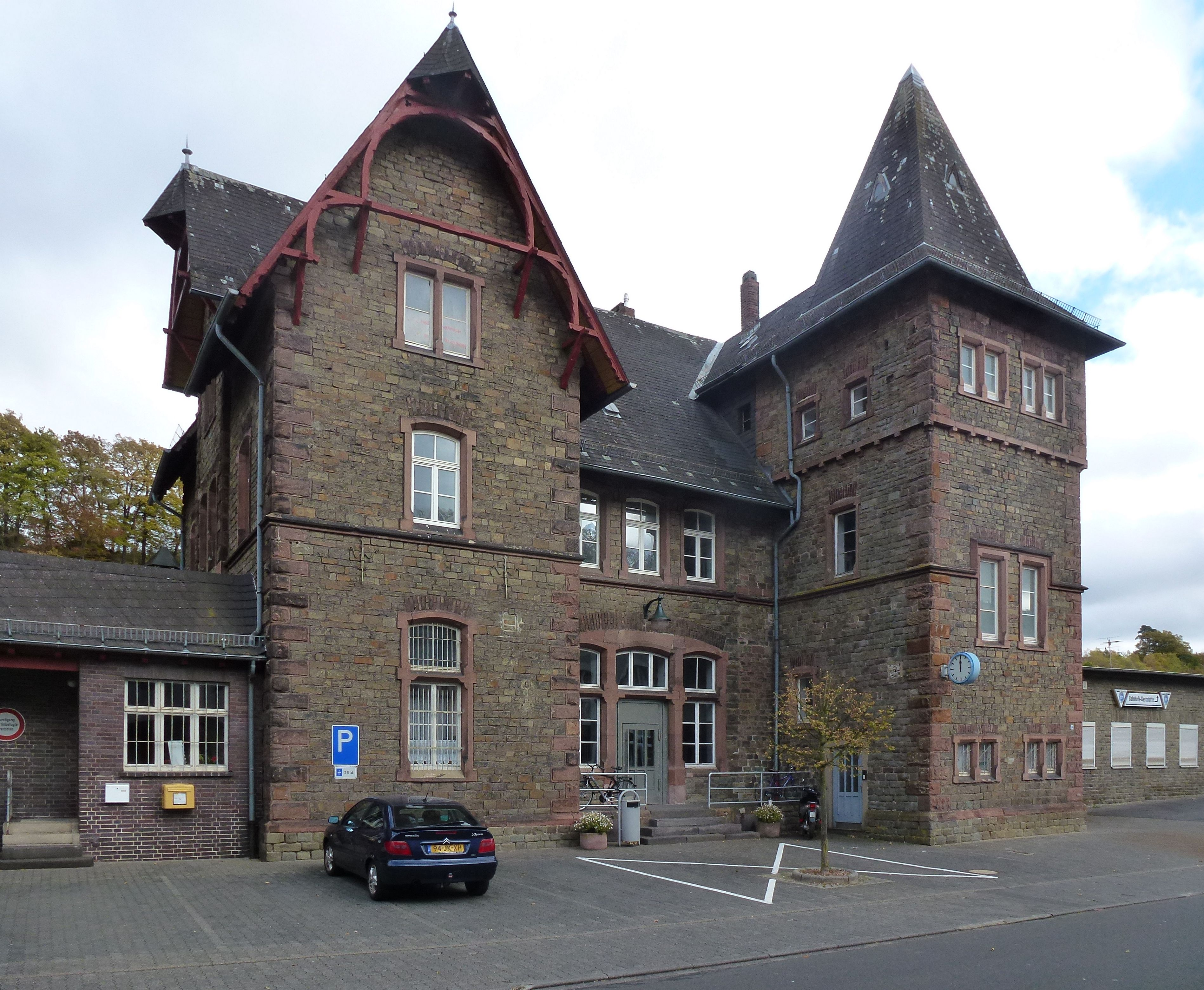

Jünkerath is een plaats in de Duitse deelstaat Rijnland-Palts, en maakt deel uit van de Landkreis Vulkaneifel. De plaats is gelegen aan de Kyll.
Jünkerath telt 1.770 inwoners.

## Bestuur
De plaats is een Ortsgemeinde en maakt deel uit van de Verbandsgemeinde Obere Kyll.

## Geschiedenis
Jünkerath was een rijksonmiddellijke heerlijkheid, die deel uitmaakte van de Nederrijns-Westfaalse Kreits.
Over de oudste heren van Jünkerath is weinig bekend. In 1269 viel de heerlijkheid als erfenis aan de heren van Schleiden. Van 1320 tot 1434 regeerde hier de zijlinie Schleiden-Jünkerath. Samen met Schleiden  viel de heerlijkheid in 1435-45 aan de heren van Manderscheid. Bij de deling van 1488 kwam het aan Manderscheid-Blankenheim. 
In 1794 werd de heerlijkheid ingelijfd bij Frankrijk en het Congres van Wenen kende Jünkerath toe aan het koninkrijk Pruissen.

### Gebied
- Alendorf en Leutherath
- Esch
- Feusdorf
- Glaadt en slot Jünkerath
- Waldorf
- Gönnersdorf
- Wiesbaum

Bronnen:
- Handbuch der Historischen Stätten Deutslands, Band 5, Rheinland-Pfalz und Saarland
- Erläuterungen zur Geschichtliche Atlas der Rheinprovinz, Band 2, die Karte von 1789 (1898)

Arbach ·
Basberg ·
Beinhausen ·
Bereborn ·
Berenbach ·
Berlingen ·
Berndorf ·
Betteldorf ·
Birgel ·
Birresborn ·
Bleckhausen ·
Bodenbach ·
Bongard ·
Borler ·
Boxberg ·
Brockscheid ·
Brücktal ·
Darscheid ·
Daun ·
Demerath ·
Densborn ·
Deudesfeld ·
Dockweiler ·
Dohm-Lammersdorf ·
Drees ·
Dreis-Brück ·
Duppach ·
Ellscheid ·
Esch ·
Feusdorf ·
Gefell ·
Gelenberg ·
Gerolstein ·
Gillenfeld ·
Gönnersdorf ·
Gunderath ·
Hallschlag ·
Hillesheim ·
Hinterweiler ·
Höchstberg ·
Hohenfels-Essingen ·
Horperath ·
Hörscheid ·
Hörschhausen ·
Immerath ·
Jünkerath ·
Kalenborn-Scheuern ·
Kaperich ·
Katzwinkel ·
Kelberg ·
Kerpen (Eifel) ·
Kerschenbach ·
Kirchweiler ·
Kirsbach ·
Kolverath ·
Kopp ·
Kötterichen ·
Kradenbach ·
Lirstal ·
Lissendorf ·
Mannebach ·
Mehren ·
Meisburg ·
Mosbruch ·
Mückeln ·
Mürlenbach ·
Neichen ·
Nerdlen ·
Neroth ·
Niederstadtfeld ·
Nitz ·
Nohn ·
Oberbettingen ·
Oberehe-Stroheich ·
Oberelz ·
Oberstadtfeld ·
Ormont ·
Pelm ·
Reimerath ·
Retterath ·
Reuth ·
Rockeskyll ·
Salm ·
Sarmersbach ·
Sassen ·
Saxler ·
Schalkenmehren ·
Scheid ·
Schönbach ·
Schüller ·
Schutz ·
Stadtkyll ·
Steffeln ·
Steineberg ·
Steiningen ·
Strohn ·
Strotzbüsch ·
Üdersdorf ·
Udler ·
Uersfeld ·
Ueß ·
Utzerath ·
Üxheim ·
Wallenborn ·
Walsdorf ·
Weidenbach ·
Welcherath ·
Wiesbaum ·
Winkel (Eifel)